# Menophra uniformis
Menophra uniformis är en fjärilsart som beskrevs av Hans Reisser 1958. Menophra uniformis ingår i släktet Menophra och familjen mätare. Inga underarter finns listade i Catalogue of Life.